# Mausoleum van Attar

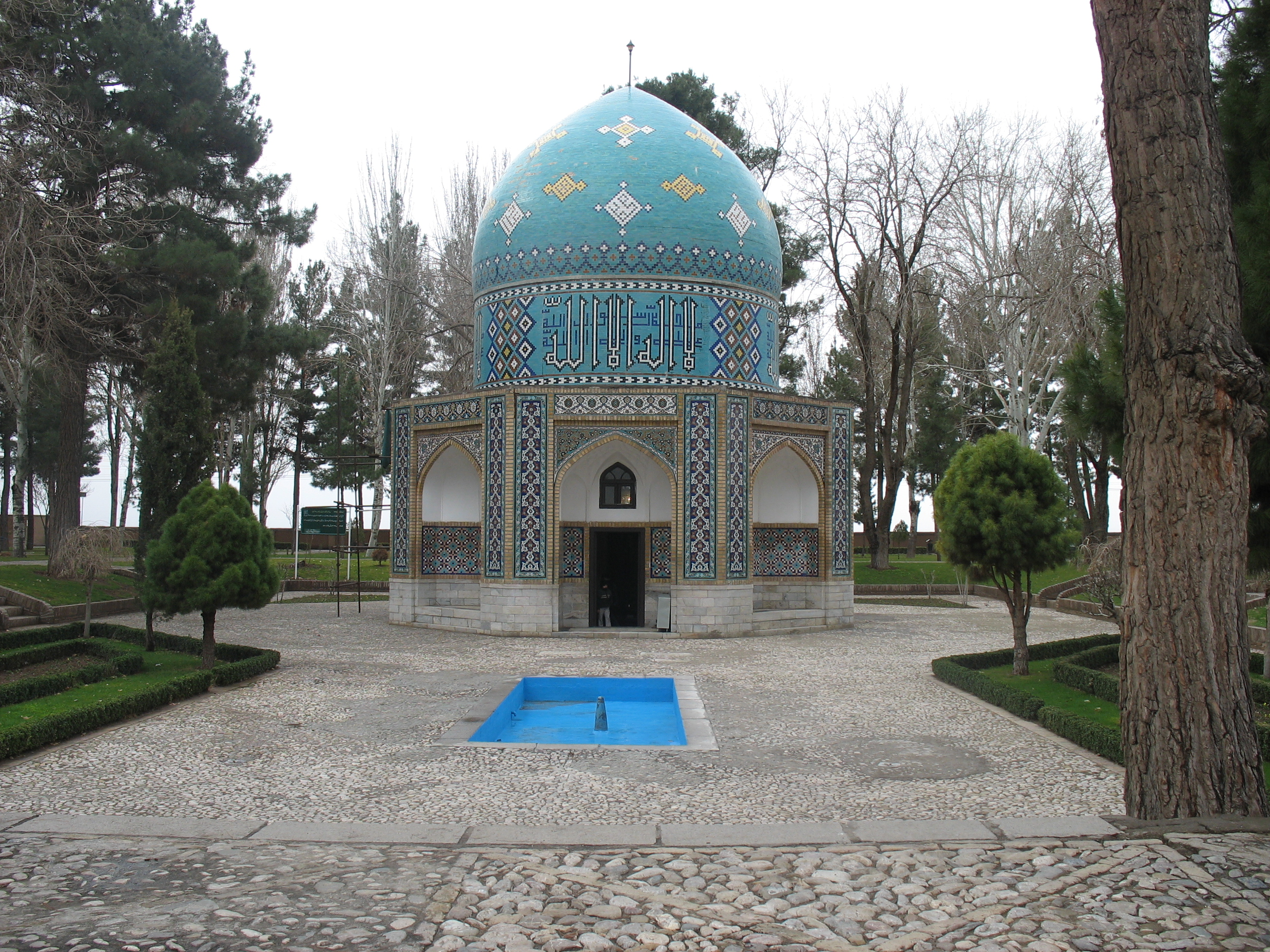
Mausoleum van Attar

Het Mausoleum van Attar ligt 6 kilometer ten westen van Nisjapoer, in de buurt van Imamzadeh Mahrooq en het graf van Omar Khayyám.
In het mausoleum bevindt zich het graf van de beroemde Perzische dichter Abu Hamid bin Ibrahim Abu Bakr (1145/46-ca. 1221), beter bekend onder zijn pennamen Farid ud-Din (Perzisch: فریدالدین) en 'Attār (Perzisch: عطار - de apotheker). 
Het gebouw is achthoekig in vorm met een betegelde uivormige koepel en heeft vier ingangen waarvan de noordelijke de hoofdingang is. Het historisch gebouw is smaakvol versierd met gekleurde (groene, gele en blauwe) tegels en uitsnijdingen. De binnenzijde is bepleisterd en bevat vier stoelen. Het mausoleum is gelegen in een tuin met een oppervlakte van ongeveer 119 vierkante meter. Het graf van de bekende schilder Kamal-ol-Molk ligt ook in een deel van deze tuin.

## Fotogalerij

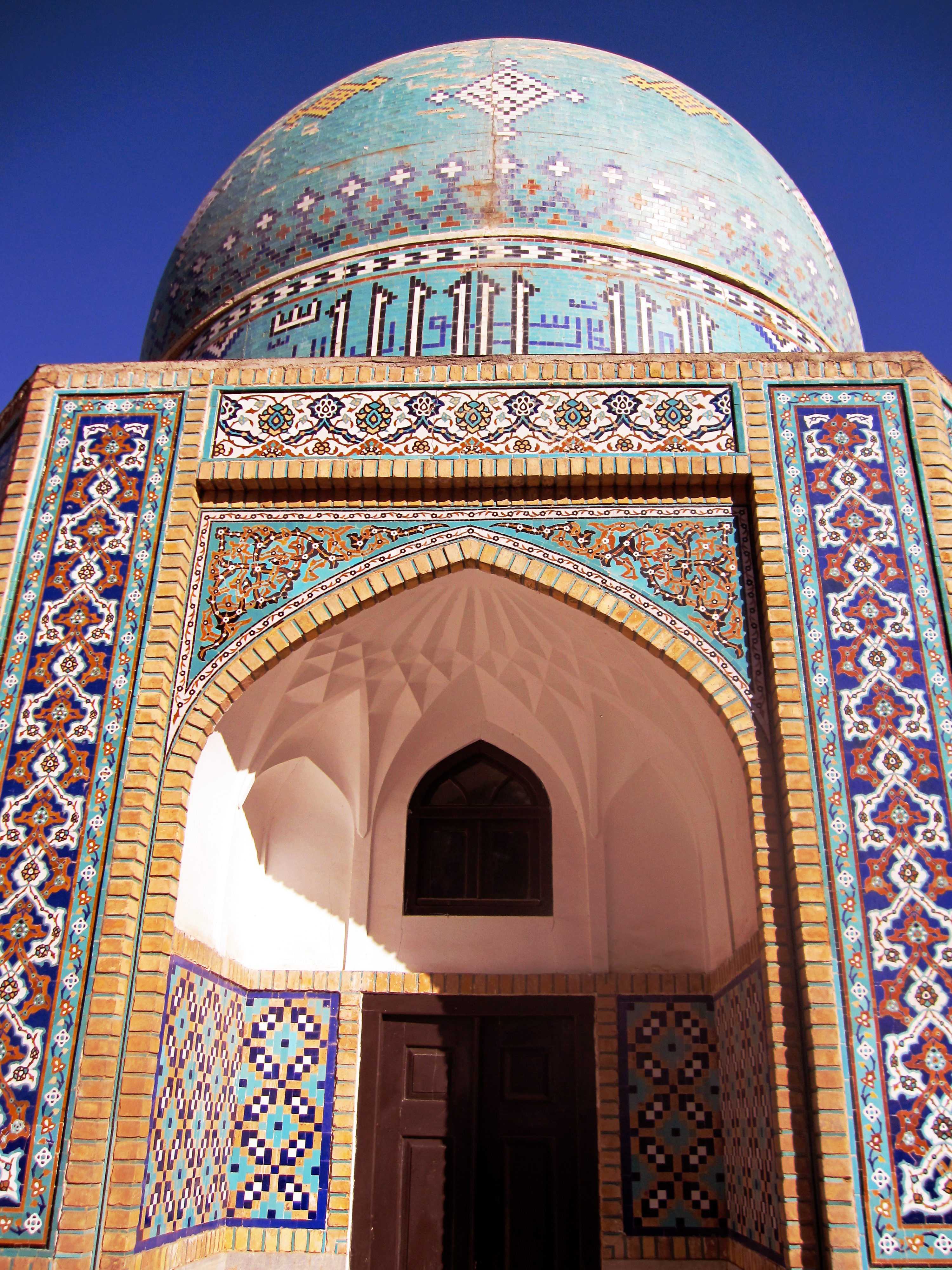
Ingang
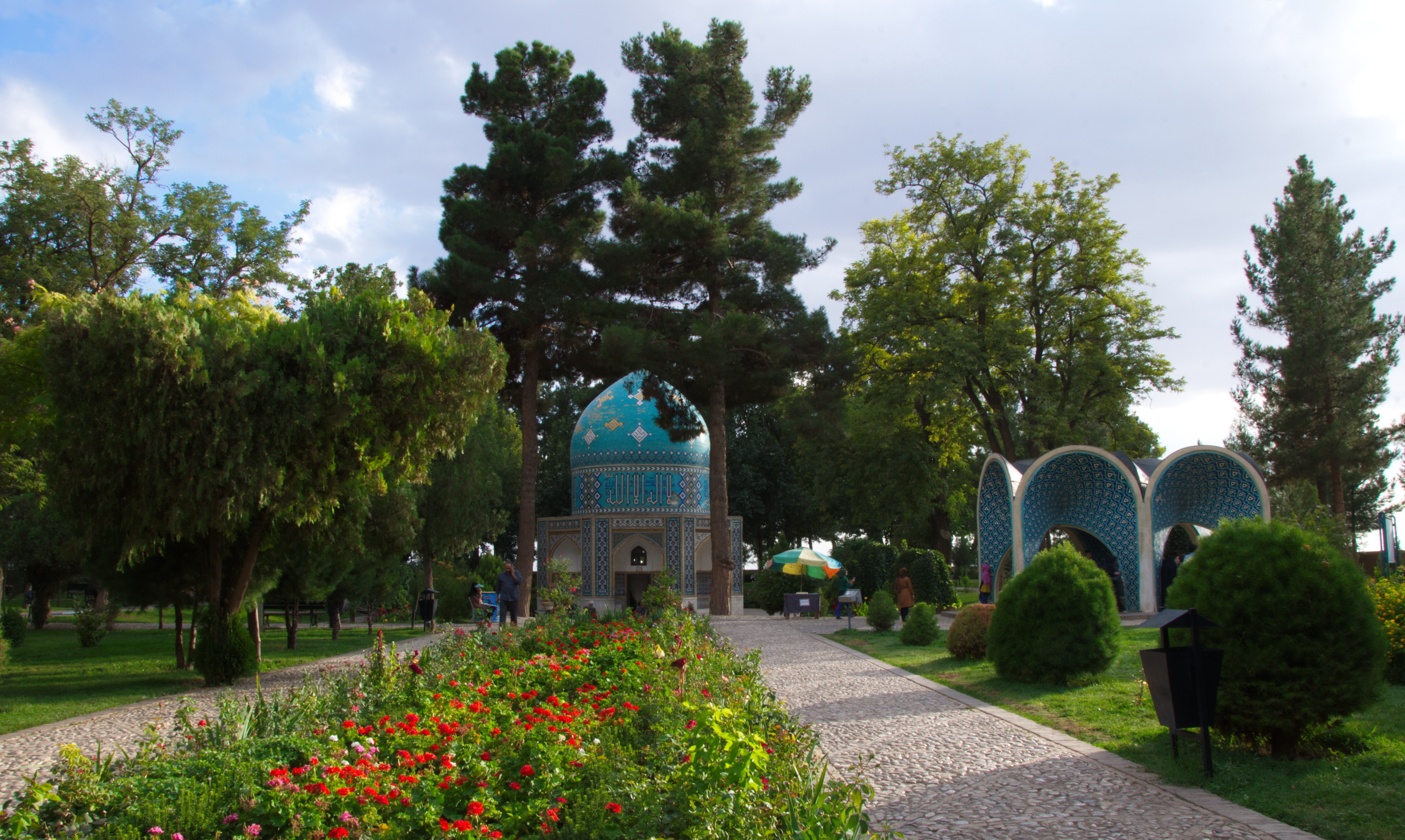
Mausoleum en tuin
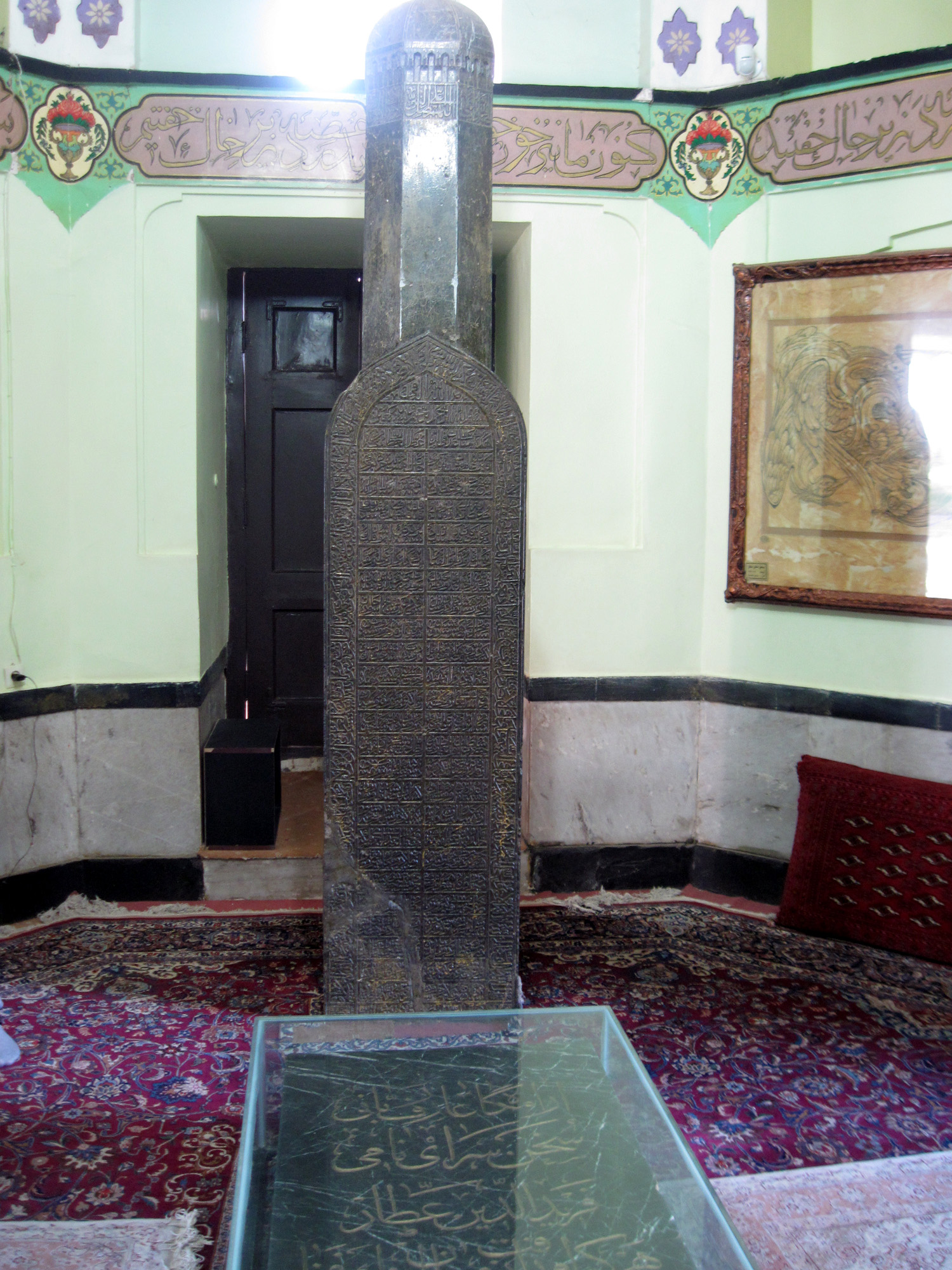
Graftombe van Farid ad-Din Attar en interieur
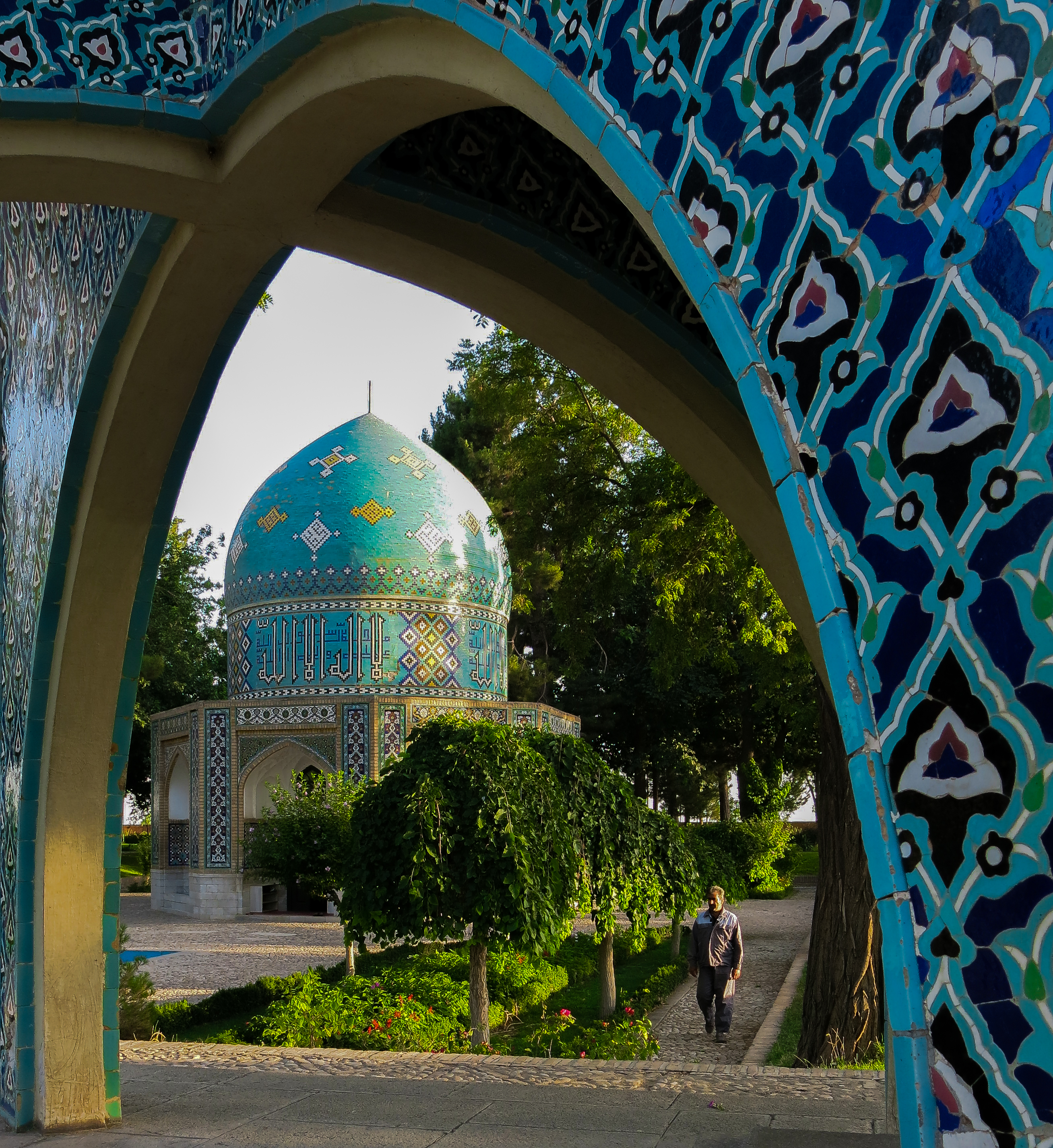